# Buri
Buri é um município brasileiro do estado de São Paulo. Chamado também de "Capital da Amizade", localiza-se a uma latitude 23º47'51" sul e a uma longitude 48º35'34" oeste, estando a uma altitude de 590 metros. Encontra-se a 270 km da capital, na região Sudoeste do Estado de São Paulo , pertence à Mesorregião de Itapetininga. Em área territorial,  Buri é o 21 º  município do Estado de São Paulo, suas terras estão dentro do Vale do Alto Paranapanema. O município é formado pela sede e pelo distrito de Aracaçu.

## História
Em 1782, o fidalgo português Inácio Xavier Luiz, natural da Ilha do Faial, Arquipélago dos Açores, proveniente de Araçariguama, instalou-se com numerosa família à margem esquerda do Rio Apiaí-Guaçu, tendo o mesmo recebido do Reino Carta de Sesmaria das terras adjacentes. Joaquina Belina de Barros, neta do sesmeiro, doou em 1885, uma área para a construção da primeira capela, cujo orago foi São Rafael,que não seria o padroeiro, pois na época o povo já era devoto de São Roque. Ainda por volta de 1885, foi construída a primeira Igreja de São Roque, atual Santo Padroeiro, sendo seus construtores José Antônio de Barros (alcunhado Juca Luiz), Deodoro Pires Barbosa e José Vieira dos Santos.

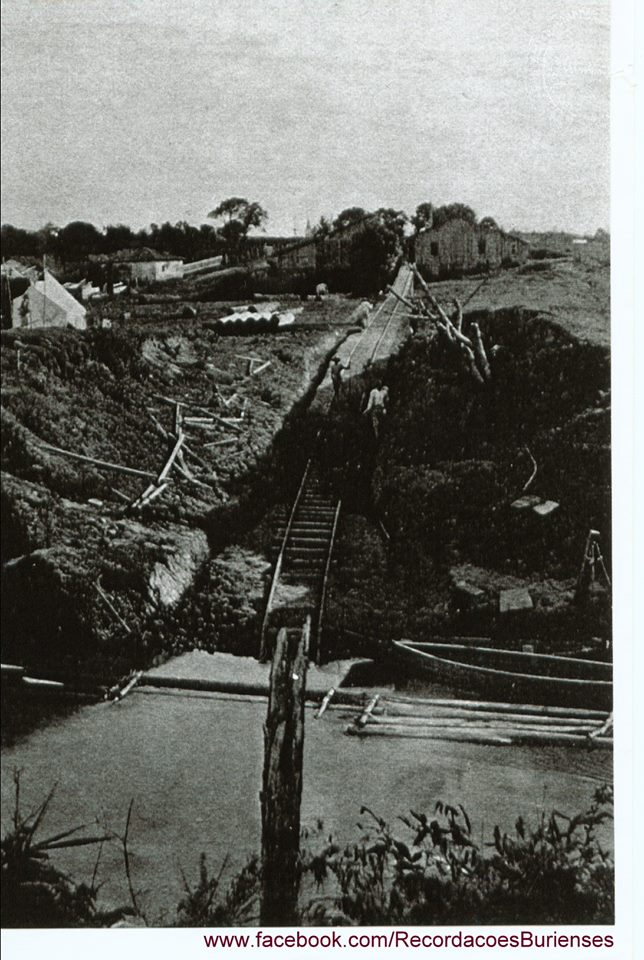
Primeira serraria do Porto do Apiaí.

Em 18 de novembro de 1895, o local recebeu o nome de Porto do Apiaí. A travessia do Rio Apiaí-Guaçu era feita a nado ou em canoas, mais tarde por balsa e muito tempo depois foi construída a primeira ponte de  madeira. O povoado era ponto de parada obrigatória e pousada de tropeiros que vinham do Rio Grande do Sul, demandando as feiras de animais, principalmente muares, em Sorocaba.
Com a chegada da Estrada de Ferro Sorocabana, inaugurada a estação de Buri em 4 de maio de 1908, o vilarejo ganhou notoriedade, pois grande parte das mercadorias destinadas para a região, eram ali descidas ou embarcadas, principalmente aquelas comercializados com a cidade de Capão Bonito, as quais eram transportadas em carroças de burros.
A região Sudoeste Paulista no eixo Itapetininga-Buri-Itapeva-Itararé, não atraiu a Marcha do Café, por causa de seu clima subtropical com ocorrências de fortes geadas e terras ácidas de cerrado, portanto posto a margem do desenvolvimento do restante do Estado de São Paulo.
O nome Buri, só veio em 20 de novembro de 1907 (Lei estadual 1101/07) com a criação do distrito de Buri ainda pertencente ao município de Faxina (atual Itapeva). Elevado à categoria de município com a denominação de Buri, por Lei Estadual número 1805, de 1 de dezembro de 1921, desmembrado de Faxina. Sua instalação verificou-se em 25 de janeiro de 1922.

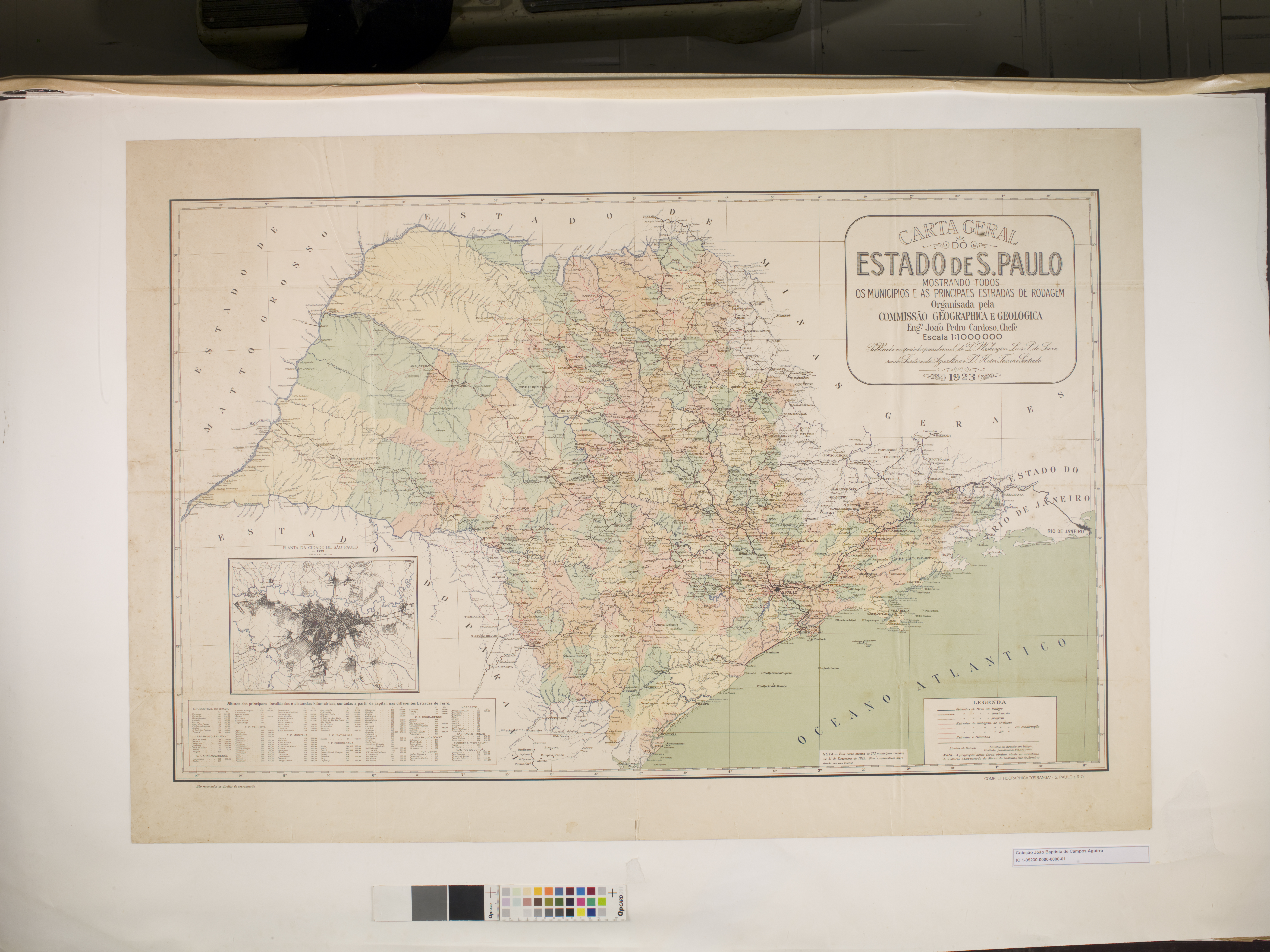
Estado de São Paulo (1923).

Nomeado pelo Governador do Estado de São Paulo Dr Washington Luiz Pereira da Silva, o primeiro prefeito de Buri foi o Cel. Licínio Carneiro de Camargo Filho (Bebé de Camargo) de 25 de janeiro de 1922 a 1925,quando foi sucedido por Geraldino Paiva.
Durante a Revolução Constitucionalista de 1932, na localidade de Vitorino Carmilo, antiga estação da Estrada de Ferro Sorocabana distante a 6 km da cidade de Buri, ocorreu em 15 e 16 de agosto, o que alguns chamam de "a maior batalha da América do Sul", a Segunda Batalha de Buri, onde estavam, de um lado, 6 mil soldados federais de diversos Estados, e, de outro, 1.030 soldados constitucionalistas. No segundo dia, a linha paulista foi rompida e a estação caiu definitivamente em poder dos federais.
Nos primórdios da colonização das terras Burienses, somente a agricultura de subsistência era praticada. Com a chegada dos trilhos da Estrada de Ferro Sorocabana, e mais tarde nos anos 30 com a abertura dos ramais lenheiros houve intenso desmatamento para a retirada de grande quantidade de madeira (lenha) para o abastecimento das locomotivas a vapor. A construção da  primeira serraria do Porto do Apiaí, em 1900, foi obra do imigrante italiano Mário Rebbora Pezzoni, natural de Milão, capital da região da Lombardia, na  Itália, aportado no Brasil em 1 de março de 1887, com quinze anos de idade juntamente de seus pais Felice Pezzoni e Anna Adelaide Rebbora. Proveniente de Tietê chegou ao Porto do Apiaí no ano de 1897. Tal serraria foi instalada na margem esquerda do Apiaí-Guaçu próximo ao primeiro cemitério da povoação (esse local fica nas proximidades da atual  ponte da estrada de ferro). Na época pela precariedade das estradas, grande parte das toras de madeiras nativas cortadas a montante do povoado eram transportadas por águas a reboque de canoas, justificando assim a instalação da serraria logo nas barrancas do rio. Em 1902, o empreendimento foi vendido para Geraldino Paiva.
Nas áreas desmatadas foram introduzidas as primeiras lavouras comerciais, 1910 a 1950, destacando o cultivo de algodão, principalmente nas terras de culturas, ou seja , terras com topografia  acidentadas onde após a retirada da melhor madeira, eram realizadas as queimadas e introduzidas as lavouras “plantadas no toco” ou lavouras de coivaras. No auge do ciclo do algodão no município de Buri, a cidade contava com duas beneficiadoras descaroçadeiras de fibra de algodão. Tais máquinas algodoeiras pertenciam aos negociantes Antonio Martins de Figueiredo e Olímpio Antunes Nogueira, e realizavam a retirada da fibra, separando as sementes e impurezas, dando homogeneidade à pluma que era comercializada com as indústrias de tecelagens localizadas na cidade de Sorocaba. Foi grande a contribuição na agricultura dada pelos imigrantes refugiados europeus, chegados em Buri logo após o período da Primeira Guerra Mundial. Estes trouxeram os primeiros arados e ferramentas agrícolas já utilizados, na época, na Europa. Com o passar do tempo, essas terras foram degradadas devido a topografia acidentada, intenso uso e solos propensos a erosão, a fertilidade foi reduzida impossibilitando seu cultivo.
Com o incentivo governamental ao reflorestamento nos anos de 1960, o território Buriense foi “invadido” pelos plantios de pínus e eucaliptos. Por volta de 1970, foram iniciados os cultivos de milho e feijão em grande escala comercial, utilizando a calagem nas terras de cerrado, dando adeus aos “arados de burro” e a “tração animal”. Nos anos de 1990, a cultura do trigo foi introduzida em grandes áreas no município. Por volta do ano 2000, a cultura da soja chegou em grande escala, juntamente com máquinas e técnicas modernas.

### Ramais lenheiros e as primeiras estradas
Esses ramais ferroviários eram construídos exclusivamente para captação e transporte de lenha, objetivando abastecer as locomotivas a vapor, devido o grande consumo e o esgotamento das reservas florestais nativas ao longo das margens da "ferrovia tronco".
Nos anos 30, foi construído um ramal lenheiro da Estrada de Ferro Sorocabana que partia do km 285 (atualmente nesse local está o Terminal Logístico da Cia Cimento Ribeirão). O destino desse ramal era alcançar terras do município de Capão Bonito. Tal ramal foi construído acompanhando a várzea do Rio Apiaí-Guaçú a montante da cidade de Buri, subindo margeando a várzea do Ribeirão Mombuca, cortando de ponta a ponta o Bairro da Colônia e vencendo o espigão divisor de águas com altitudes próximas a 700 metros.
Posteriormente, cortava todo o perímetro das terras pertencentes ao então Instituto Nacional do Pinho hoje  Instituto Chico Mendes/IBAMA, cruzava a Rodovia Capão Bonito-Itapeva próximo a portaria do mesmo Instituto no Bairro Itanguá, cruzava o Rio Paranapitanga já no Bairro Mocambo, onde defletia a nordeste rumo aos Bairros dos Brancos e Comercial e voltava para o rumo sudeste onde terminava o ramal no Bairro Faxinal ou Bairro Ramal Lenheiro, a aproximadamente sete quilômetros em linha reta do centro da cidade de Capão Bonito.
Outro ramal lenheiro no município de Buri, partia do km 279 da linha tronco, localizado no bairro dos Bueno e destinava à Fazenda São Rafael pertencente na época à Família Matarazzo. Depois de passar pela séde da fazenda, cruzava o leito do Ribeirão dos Bueno (hoje esse local está localizado nas proximidades do retiro da Fazenda Ipuaçu, junto a ponte que dá acesso as Fazendas Vale do Sol e União do Brasil). Depois da ponte a linha acompanhava a várzea de um pequeno ribeirão, subindo rumo nordeste até a última estação e pátio de carregamento, denominado Cazinha Branca, onde encontravam-se os depósitos de lenha cortadas a machado e removidas das matas em carroças de burros. Aproximadamente 9 quilômetros era a extensão do ramal lenheiro da Fazenda São Rafael ou do Matarazzo.
Entre as estações de Buri e Rondinha, na altura do km 300 da Estrada de Ferro Sorocabana , na antiga Fazenda dos Padres, localizava-se um depósito de lenha que era embarcada em gôndolas deslocadas da ferrovia através de chave de desvio de trilho. Este depósito e embarque de lenhas pertencia ao Sr Norberto Ferraz e ficou conhecido como Pátio de Lenhas da Chave.
As primeiras estradas carroçáveis do município de Buri foram abertas para dar escoamento a lenha oriunda das matas nativas, derrubadas para abastecer o grande consumo pelas locomotivas da  Estrada  de Ferro Sorocabana. Na época, empreiteiros compravam o "mato em pé" e contratavam machadeiros para cortar a "lenha de metro", enquanto que as toras grossas de madeiras de lei eram destinadas às serrarias. Nas décadas de 1930 e 1940, Flausino Antunes e Armando Pezzoni foram empreiteiros que comandavam o corte de matas com um contingente que chegou a 60  machadeiros. Após o corte, a lenha era removida em carroças de burros e carros de bois, diretamente para o depósito lenheiro situado no pátio junto a estação ferroviária de Buri. O ciclo do corte de lenha no município de Buri contribuiu decisivamente para a colonização do perímetro rural, que através da abertura das primeiras estradas carroceiras, permitiu o adentramento nas matas. Posteriormente facilitou o cultivo das terras e serviram ao escoamento dos produtos agrícolas, principalmente o algodão, aquecendo a economia e impulsionando o pequeno comércio da cidade na época.

## Geografia

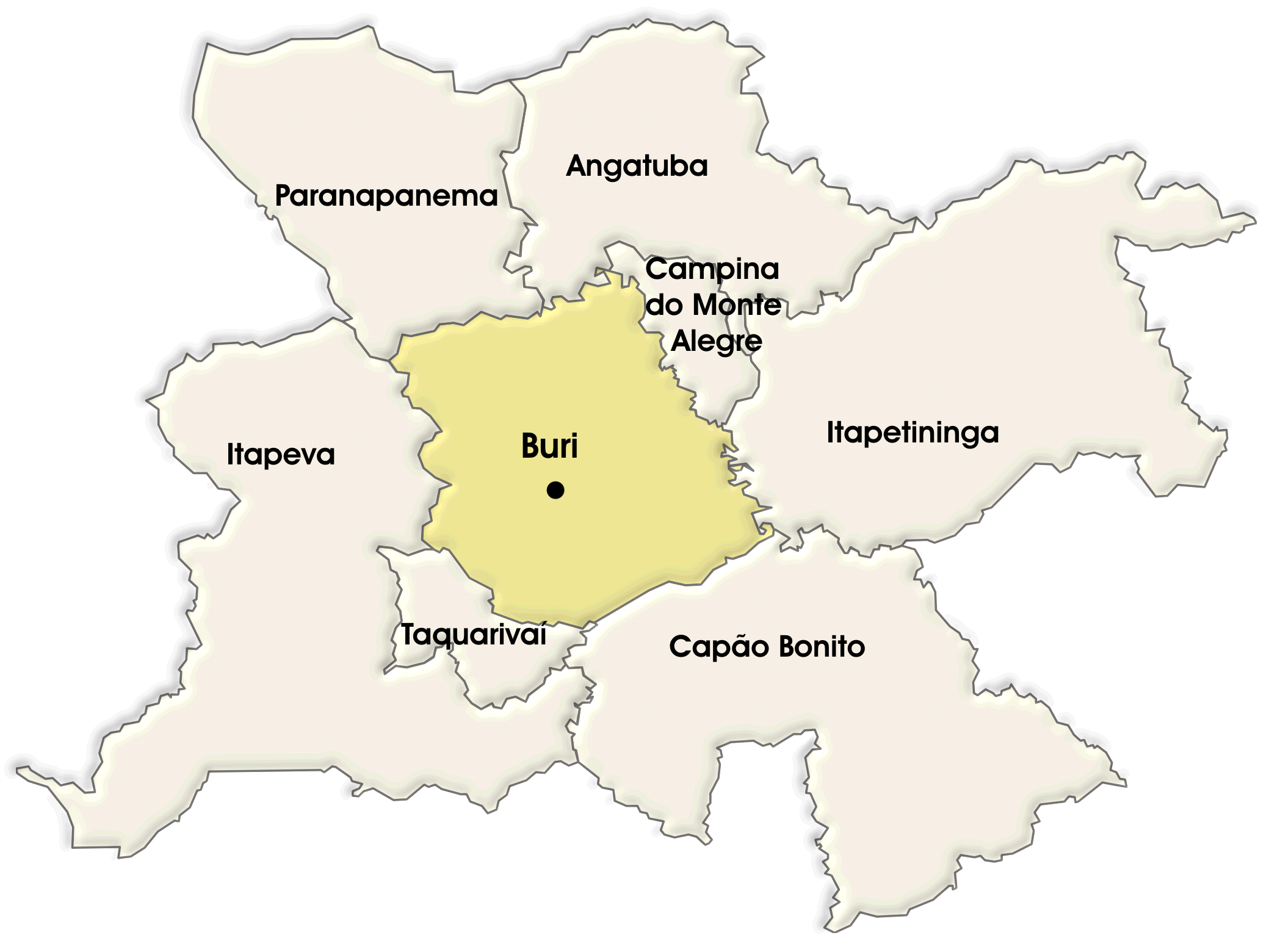
Mapa.

A topografia do município é considerada ondulada, apresentando regiões "dobradas" e outras planas, onde originalmente eram vegetadas com campos cerrados, carrascais, samambaiais e cerradões, hoje utilizadas com cultivos de cereais, pastagens e reflorestamentos.
As altitudes variam entre 570 - foz do rio Apiaí-Guaçu e 769 metros, espigão divisor do ribeirão Indaiatuba com o ribeirão Jacu, limite entre os municípios de Buri e Itapeva, sendo próximo ao vilarejo do Matão.

### Vegetação
O território Buriense está localizado pouco abaixo do trópico de Capricórnio, onde os biomas se misturam, atualmente deparamos com vegetação de cerrado e catanduva, estes localizados nos espigões e regiões mais planas, enquanto que as espécies da Mata Atlântica são encontradas nos fundos de vales, regiões acidentadas, nas cabeceiras de nascentes, e ao longo dos ribeirões e rios, formando as matas ciliares. Existem áreas florestais, onde as espécies se permeiam, ou seja, composições florísticas com grande diversidade convivendo em um mesmo ambiente, exemplo disso são as florestas remanescentes em terras de meia encosta, onde aparecem as últimas árvores de Araucaria angustifolia – Pinheiro do Paraná, que foram salvas do devastador ciclo de madeira nativa na região. Nessas áreas são encontradas espécies dos biomas Cerrado, Mata Atlântica e Matas de Araucária.

### Hidrografia
A hidrografia do município é muito rica. O maior e o mais importante é o rio Paranapanema, que serve de limite entre Buri e os municípios de Itapetininga, Campina do Monte Alegre e Angatuba (leste e norte do território Buriense). O Rio Apiaí-Guaçu corta todo o município no sentido Sudoeste para o Norte, passando pelo perímetro urbano, antes recebendo a montante de Buri, as águas do rio Apiaí-Mirim, sendo este seu maior afluente, cujas cabeceiras encontram-se nos municípios de Apiaí e Guapiara. O Ribeirão Enxovia, maior afluente da margem esquerda do rio Apiaí-Guaçu, nasce nas proximidades da rodovia que liga os bairros Eng Bacelar ao Distrito do Guarizinho, ambos no Município de Itapeva, já no município de Buri, recebe as águas do Ribeirão Morro Cavado, mais abaixo  as águas do contribuinte Ribeirão Indaiatuba avolumam o Enxovia, que deságua no Apiaí-Guaçu pouco acima da ponte denominada dos Gaúchos. Outro importante curso d'água é o rio Paranapitanga, que corta o leste do município, desaguando no rio Paranapanema, próximo a sede do distrito de Aracaçú. Todos os rios burienses estão entre os mais limpos do estado de São Paulo, possuindo consideráveis reservas de matas ciliares.
- Rio Paranapanema
- Rio Apiaí-Guaçu
- Rio Apiaí-Mirim
- Rio Paranapitanga

### Rodovias
- SP-189
- SP-258

### Ferrovias
- Ramal de Itararé da antiga Estrada de Ferro Sorocabana [8]

## Demografia

### Dados demográficos
Dados do Censo - 2010
População Total: 18.563
- Urbana: 14.992
- Rural: 3.571
- Homens: 9.501
- Mulheres: 9.062

Densidade demográfica (habitantes./km²): 14,75
Mortalidade infantil até 1 ano (por mil): 29,34
Expectativa de vida (anos): 65,27
Taxa de fecundidade (filhos por mulher): 3,20
Taxa de Alfabetização: 86,96%
Índice de Desenvolvimento Humano (IDH-M): 0,701
- IDH-M Renda: 0,636
- IDH-M Longevidade: 0,671
- IDH-M Educação: 0,797

(Fonte: IPEADATA)

## Política e administração
- Prefeito:  Omar Yahya Chain PP (2017/2020)
- Vice-prefeito: Maria de Fatima Pinto SD

## Economia
Atualmente grandes áreas estão ocupadas por plantios de pínus e eucaliptos, de onde provém a madeira que é beneficiada nas 30 serrarias hoje existentes no município. Na agricultura o município se destaca no cultivo de cereais, principalmente milho, soja, trigo e feijão, apresentando elevadas produtividades em função dos solos férteis e alta tecnologia aplicada. Na olericultura é forte a exploração dos cultivos em estufas sobretudo tomate de mesa, pepino e pimentão.
Nos últimos anos a citricultura vem se destacando pelas altas produtividades, atraindo grandes produtores para a região e hoje o município conta com 1.800.000 pés de laranjas.O rebanho bovino é de aproximadamente 40.000 cabeças, sendo 35.000 cabeças de raças de corte e 5.000 cabeças de raças mestiças destinadas à produção de leite - 7.000 litros diários.
O município ainda produz frutas como caqui, pêssego, uva e melancia, além de ser importante produtor de batata inglesa, tomate estaqueado, inhame e gengibre.

## Infraestrutura

### Comunicações
O sistema de telefones automáticos foi inaugurado na cidade pela Companhia de Telecomunicações do Estado de São Paulo (COTESP) em 1971. Já o sistema de discagem direta à distância (DDD) foi implantado em 1983 pela Telecomunicações de São Paulo (TELESP), com o código de área (0155).
Na década de 90 o código DDD da cidade foi alterado para (015), para padronização do sistema telefônico com a telefonia celular que estava sendo implantada em todo o estado.

### Educação

#### Ensino Superior
O Ministério da Educação publicou em 21 de maio de 2013, a portaria que estabeleceu a criação do CAMPUS LAGOA DO SINO da Universidade Federal de São Carlos – UFSCar no Município de Buri (SP). Em 2014 foram iniciados os cursos de graduação em Engenharia Agronômica, Engenharia Ambiental e Engenharia de Alimentos.
Novo campus
O campus está localizado em uma fazenda de 643 hectares. A propriedade pertencia ao escritor Raduan Nassar, que em 1975 lançou o livro "Lavoura Arcaica", obra que ganhou os principais prêmios literários do país e virou filme. Raduan doou a propriedade, então denominada Fazenda Lagoa do Sino, com todas as benfeitorias e todos os seus antigos funcionários foram contratados pela Universidade. A sede, as casas de colonos e os galpões foram transformados em laboratórios e salas de aula.

## Religião
- 52,2% Católicos Romanos
- 33,1% Protestantes
- 1,1% Testemunhas de Jeová
- 1,4% Outras Religiosidades Cristãs
- 0,4% Espíritas
- 0,3% Não Determinada e de Múltiplo pertencimento
- 0,1% Outras Religiões Orientais
- 0,1% Não Sabe
- 11,3% Sem Religião

Fonte 
O Cristianismo se faz presente na cidade da seguinte forma:

### Igreja Católica
- A igreja faz parte da Diocese de Itapeva.[22]

### Igrejas Evangélicas
Entre as igrejas protestantes históricas, pentecostais e neopentecostais, encontram-se na cidade:
- Assembleia de Deus Ministério do Belém.[25][26]
- Congregação Cristã no Brasil.[27]